# Мархамат (міське селище)
40°28′48″ пн. ш. 72°18′50″ сх. д. / 40.48000° пн. ш. 72.31389° сх. д.
Мархамат (узб. Мархамат, Marxamat) — міське селище в Узбекистані, в Мархаматському районі Андижанської області.
Розташоване у Ферганській долині, між Південним Ферганським та Каркиданським каналами, за 1 км на південь від однойменного райцентру.
Населення 11,5 тис. мешканців (1990). Статус міського селища з 2009 року.